# Friedhof von Spitak
Koordinaten: 40° 49′ 49″ N, 44° 15′ 17″ O

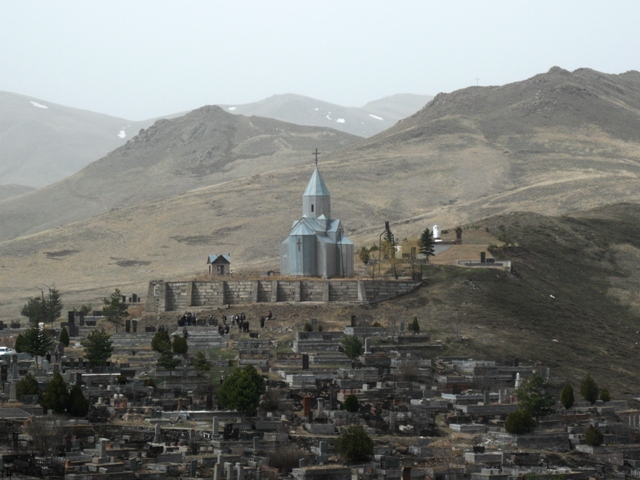
Friedhof und Gedenkstätte in Spitak

Der Friedhof von Spitak ist der Friedhof der armenischen Kleinstadt Spitak.
Am  7. Dezember 1988 ereignete sich das Erdbeben von Spitak mit einer Stärke von 6,8 auf der Richterskala, es waren nach amtlichen Meldungen etwa 25.000 Tote zu beklagen.
Weil die Zerstörungen innerhalb der Altstadt von Spitak enorme Ausmaße erreicht hatten, wurde für die überlebenden Einwohner in der Nähe eine neue Siedlung gegründet, die wiederum den Namen Spitak trägt. Als Denkmal der Ereignisse um das Erdbeben wurde der städtische Friedhof von Spitak zum Massengrab von Tausenden von Toten.
Inmitten der Anlage, die sich auf einer Anhöhe am Stadtrand befindet, wurde als Zeichen des Neubeginns eine Kirche als Andachtsstätte errichtet. Die mit einer silbrig schimmernden Zinkblechverkleidung schnell aufgebaute Kirche symbolisiert das unzerstörbare Gottvertrauen der armenischen Gläubigen.